# Фёдоровский столик

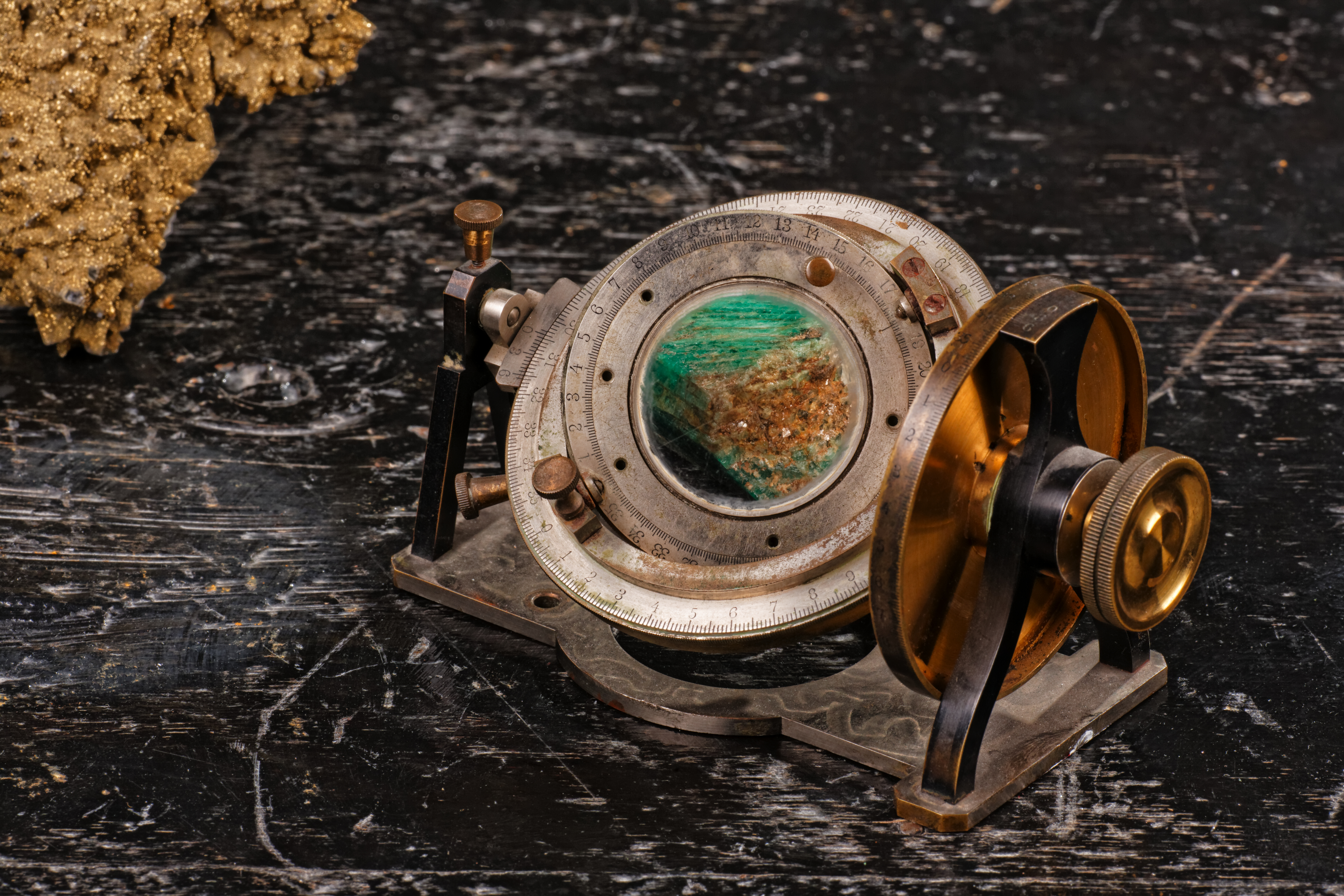
Фёдоровский столик. Экспонат Фёдоровского геологического музея

Фёдоровский столик (Универсальный столик Е. С. Фёдорова) — вращающееся устройство, располагаемое на предметном столе поляризационного микроскопа (или в качестве единого предметного стола), позволяющее изменять положение кристалла в виде тонкого шлифа для измерения оптических констант.
С помощью фёдоровского столика определяют изотропность, одноосность или двуосность, оптический знак, направление оптических осей, величину двойного лучепреломления и ряд других кристаллооптических характеристик.

## История конструкции
Начальную модель устройства создал Евграф Фёдоров в 1891 году, используя принцип теодолита (вращение вокруг двух взаимно перпендикулярных осей), который два года спустя описал в своей монографии «Теодолитный метод в минералогии и петрографии», принёсшую ему премию Минералогического общества.
Затем конструкция столика была усовершенствована автором, а в 1896 году Фёдоров описал модель с 4 осями. Пятую ось добавил американский исследователь Эммонс в 1929 году.
До 1960-х годов трёхосная, четырёхосная и пятиосная схемы продолжали развитие, в наибольшей мере связанное с изменением механических узлов и подвижности. Впоследствии теодолитный метод был практически вытеснен рентгеноструктурным и обычным гониометрическим анализом. Также разработаны методы микроструктурного анализа без Фёдоровского столика, обусловленные дефицитностью ныне не производящихся Фёдоровских столиков и неудовлетворительно высокой длительностью анализа с их использованием. 
К концу 1990-х гг. компании-лидеры типа «Zeiss», «Leitz» и «Nikon» прекратили выпуск Фёдоровских столиков. Однако до сих пор большое количество подобных приборов используются в различных лабораториях.

## Технические возможности
Помимо вышеуказанных традиционных кристаллооптических приложений, столик Фёдорова используется для: механизированного стереофотографирования объектов микрофауны и микропалеонтологических ископаемых, изучения трехмерного пространственного распределения и морфологии нейронов, автоматизированного определения фаз деления клеток в гистоморфогенезе, флуоресцентной микроскопии и т. д. Таким образом, основная область применения столиков Фёдорова за прошедший век переместилась из структурной кристаллографии в биологическую микрографию.